# Magicicada tredecassini
Magicicada tredecassini là một loài ve sầu thuộc chi Magicicada đặc hữu Hoa Kỳ. Loài ve sầu này có vòng đời 13 năm 
nhưng không thể phân biệt được với loài ve sầu vòng đời 17 năm Magicicada cassini. Hai loài thường được thảo luận cùng nhau là "loài ve sầu vòng đời cassini" hoặc "ve sầu kiểu cassini." Không giống như các loài ve sầu theo chu kỳ khác, những con đực loại cassini có thể đồng bộ hóa hành vi tán tỉnh của chúng để hàng chục nghìn con đực hát và bay cùng một lúc.